# Acanthodelta renimaculata
Acanthodelta renimaculata là một loài bướm đêm trong họ Noctuidae.